# Matthias i Maxime
Matthias i Maxime (fr. Matthias et Maxime) – kanadyjski dramat filmowy z 2019 roku w reżyserii Xaviera Dolana. Zdjęcia kręcono w Montrealu. 
Światowa premiera filmu miała miejsce w ramach sekcji konkursowej na 72. MFF w Cannes. Na ekrany polskich kin obraz wszedł 21 lutego 2020 roku.
Film opowiada historię dwójki przyjaciół, tytułowych Matthiasa (Gabriel D'Almeida Freitas) i Maxime'a (Xavier Dolan), którzy są zmuszeni do przemyślenia swoich uczuć i przyjaźni po tym, jak podczas nagrywania studenckiej etiudy filmowej zgodnie ze scenariuszem między nimi dochodzi do pocałunku.